# Чивитела (Ријети)
Чивитела је насеље у Италији у округу Ријети, региону Лацио.
Према процени из 2011. у насељу је живело 63 становника. Насеље се налази на надморској висини од 667 м.